# Tomaž Lapajne Dekleva
Tomaž Lapajne Dekleva, slovenski gledališčnik, * 1. februar 1971, Ljubljana.

## Življenje
Rodil se je v Ljubljani mami Alenki Lapajne in očetu Dragotu Lapajnetu, čez nekaj let je dobil tudi sestro Matejo Lapajne. Osnovno šolo je obiskoval v Ljubljani (Vižmarje-Brod), kjer je pokazal velik interes za pisanje in gledališko ustvarjanje. S srednjo šolo je nadaljeval na Šolskem centru Ljubljana, in sicer na Srednjo kemijsko šolo, kjer je pokazal talent za naravoslovje. Študij pa je nadaljeval na Fakulteti za kemijo in kemijsko tehnologijo v Ljubljani. Leta 2008 se je poročil z Majo Dekleva Lapajne in takrat k imenu dodal tudi priimek Dekleva. Leta 2010 pa dokončal podiplomski študij in je magister znanosti na Naravoslovnotehniški fakulteti. Živi v Ljubljani z ženo in tremi otroki. 

## Delo
Z gledališko improvizacijo se je začel ukvarjati leta 1993. Izobraževal se je v številnih delavnicah mentorjev improvizacijske šole Dela Closa, med njimi so: Roland Trescher (Isar 148, München, Nemčija), Randy Dixon (Unexpected Productions, Seattle, ZDA), D. Goldstein (New York, ZDA), N. Gregoropoulus (Improvolympic, Chicago, ZDA), B. Brunschko (Theater im Bahnhof, Gradec, Avstrija), Marko Mayerl (Lyon, Francija) ...
Danes je poklicni gledališki ustvarjalec, ki je sooblikoval projekte Društva za razvoj gledališča v izobraževanju, Kolektiva Narobov, Gledališča Unikat, KUD France Prešeren, Društva Rdeči noski, Radia Slovenija, Televizije Slovenija, KUD Krik, Kulturnega društva Priden možic, En knapa, založbe Panika, revije Mentor, založbe Didakta, založbe Morfem, Zavoda Federacija, Radia Trst A, Društva za sodobno klovnovsko umetnost, Špas teatra … Je avtor več objavljenih in uprizorjenih dramskih besedil, knjig in strokovnih člankov in član Društva slovenskih pisateljev. Nekaj let je počeval kemijo na več gimnazijah in srednjih šolah, sedem let pa je bil učitelj gledališke improvizacije na umetniški gimnaziji Nova Gorica. Veliko je gostoval v tujini: v Armeniji, Avstriji, Belgiji, Bolgariji, Bosni in Hercegovini, Franciji, Gruziji, na Hrvaškem, v Italiji, Kanadi, Litvi, Nemčiji, na Nizozemskem, Poljskem, Slovaškem, Švedskem, v Švici in Veliki Britaniji. Pri svojem delu je izhajal iz veščin improvizacijskega in klovnovskega gledališča ter jih povezoval z naravoslovnim izobraževanjem. Glavna značilnost njegovih stvaritev je premišljena igrivost, ki preveva tako ustvarjanje za otroke, kot tudi za odrasle.

### Knjižna dela
- Od kod si, kruhek?, slikanica, Didakta (2003)
- Jaka in sraka, slikanica, Morfem (2007)
- Hop v pravljico, zbirka sedmih gledaliških besedil za otroke, Društvo za razvoj gledališča v izobraževanju (2010)
- Igranje vlog in poučevanje naravoslovja, priročnik, Društvo za razvoj gledališča v izobraževanju (2012)
- Komedije, zbirka osmih gledaliških besedil za otroke v soavtorstvu Vida Sodnika in Miše Mahnič, Društvo za razvoj gledališča v izobraževanju (2016)
- Od kod si, kruhek?, slikanica, Društvo za razvoj gledališča v izobraževanju (2016)
- Zelo kratke zgodbe, zbirka kratkih zgodb, Kulturni center Maribor, zbirka Frontier (2020)
- Razkrite skrivnosti vitaminov, knjižica, Društvo za razvoj gledališča v izobraževanju (2020)
- Tarok, zbirka štirih gledaliških besedil, Društvo za razvoj gledališča v izobraževanju (2022)

### Avdio-dela
- Hop v pravljico, avdiokaseta, založba Panika (2000)
- Od kod si, kruhek?, avdiokaseta in zgoščenka, založba Panika (2001)
- Najlepše pravljice 4, zgoščenka, založba Panika (2003)
- Nona Matilda, radijska serija, Radio Trst A, RAI (2023, 2024, 2025)

## Zanimivosti
- V začetku je pisal besedila za Gledališče Unikat, a so jih uprizarjali tudi drugi producenti v Sloveniji in tujini (Beograd, Buenos Aires in Skopje).
- V zbirki gledaliških besedil Komedije, so besedila, ki so najprej nastajala na improvizacijskih predstavah pred občinstvom in šele zatem zapisana in urejena v dramsko obliko.
- Njegova najodmevnejša zgodba je Od kod si, kruhek? - besedilo je v postavitvi Gledališča Unikat ostalo na repertoarju 18 let in doživelo preko 355 ponovitev. Predstava je prejela tudi dve mednarodni nagradi, posneli in predvajali pa sta jo Televizija Slovenija in RAI. Besedilo so uprizorili tudi na Loškem odru in v drugih gledališčih. Tomaž Lapajne je besedilo priredil tudi za radijski medij in radijska igra je izšla na avdiokaseti in zgoščenki (založba Panika). Zgodbo je priredil tudi za slikanico, ki je doživela dve izdaji: leta 2003 pri Založbi Didakta in leta 2016 pri Društvu za razvoj gledališča v izobraževanju. Besedilo je bilo na seznamu Bralne značke in vključeno v Nacionalno preverjanje znanja.

## Nagrade in priznanja
- Tretja nagrada Stichting Oost-Europa Projecten iz Nizozemske na 10. mednarodnem festivalu »Three are too many, two not enough” za predstavo Od kod si, kruhek?; Plovdiv, Bolgarija (2001).
- Prva nagrada žirije občinstva na 10. mednarodnem festivalu »Three are too many, two not enough« za predstavo Od kod si, kruhek?; Plovdiv, Bolgarija (2001).
- Prvo mesto na državnem tekmovanju v gledaliških improvizacijah – Improligi; Improvizacijska skupina Piloti (2002).
- Nagrada Alternative film/video; Beograd (2007).
- Tretja nagrada za najboljši film – Trakulja; Cerkno, Slovenija (2007).
- Ježkova nagrada (Kolektiv Narobov); Slovenija (2007).
- Druga nagrada Review na festivalu Forvard; Vogograd, Rusija (2009).
- Prvo mesto na mednarodnem festivalu gledaliških športov v Zürichu (Kolektiv Narobov) (2010).
- Zmagovalna pesem Improvizije 2012 na gledališko-glasbeni prireditvi Improvizija 2012 v Cankarjem domu v Ljubljani (2012).
- Leta 2017 je komisija za Grumovo nagrado dramsko besedilo Prodružnica posebej izpostavila zaradi njegove visoke kakovosti